# Klášterecký potok
Klášterecký potok je drobný vodní tok v Krušných horách v okrese Chomutov. Je dlouhý 5,3 km, plocha jeho povodí měří 7,2 km² a průměrný průtok v ústí je 0,06 m³/s. Správcem toku je státní podnik Lesy České republiky.
Potok pramení na jihovýchodním úbočí vrchu Podmileská výšina v nadmořské výšce 680 metrů v katastrálním území Petlery asi 1,5 km severozápadně od obce Domašín. Potok teče převážně směrem na jih. Cestou přijímá drobný levostranný přítok z Petler a na levém břehu míjí vesnici Útočiště, za kterou vtéká do Klášterce nad Ohří, kde se v nadmořské výšce 300 metrů vlévá zprava do Podmileského potoka. Podél potoka vede údolím silnice III/22316 z Útočiště do Petler, po které je také vedena zeleně značená turistická trasa.
Stupně povodňové aktivity na hlásném profilu v Klášterci nad Ohří:
- 1. SPA – vodní stav: 47 cm (průtok 2,7 m³/s)
- 2. SPA – vodní stav: 62 cm (průtok 4,2 m³/s)
- 3. SPA – vodní stav: 85 cm (průtok 7 m³/s)

| N             | 1   | 2   | 5   | 10  | 20  | 50  | 100  |
| ------------- | --- | --- | --- | --- | --- | --- | ---- |
| Průtok (m³/s) | 1,8 | 2,7 | 4,2 | 5,5 | 7,0 | 9,3 | 11,3 |